# 日高郡 (北海道)

北海道日高郡の位置（黄色）

日高郡（ひだかぐん）は、北海道日高振興局の郡。
人口20,159人、面積1,147.55km²、人口密度17.6人/km²。（2025年2月28日、住民基本台帳人口）
以下の1町を含む。
- 新ひだか町（しんひだかちょう）

## 沿革
それぞれ1町のみで形成していた2つの郡に跨る市町村合併により新設された。
- 2006年（平成18年）3月31日 - 静内郡静内町・三石郡三石町が合併して新ひだか町が発足[1]。同町の区域をもって日高郡を設置[2]。日高支庁が管轄。（1町）
- 2010年（平成22年）4月1日 - 日高支庁が廃止され、日高振興局の管轄となる。